# Ágora

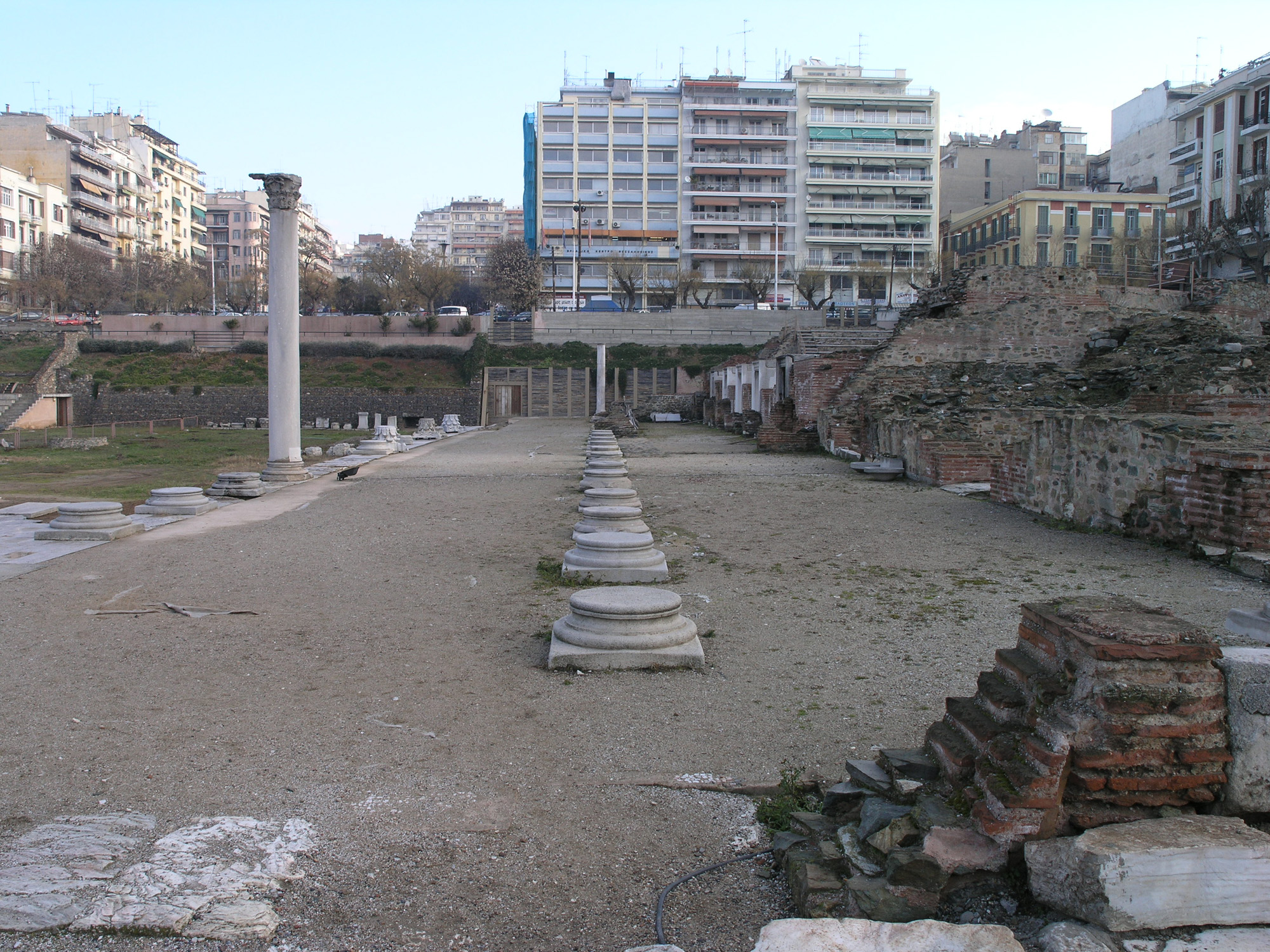
Ruinas de la stoa oriental de la antigua ágora de Salónica.

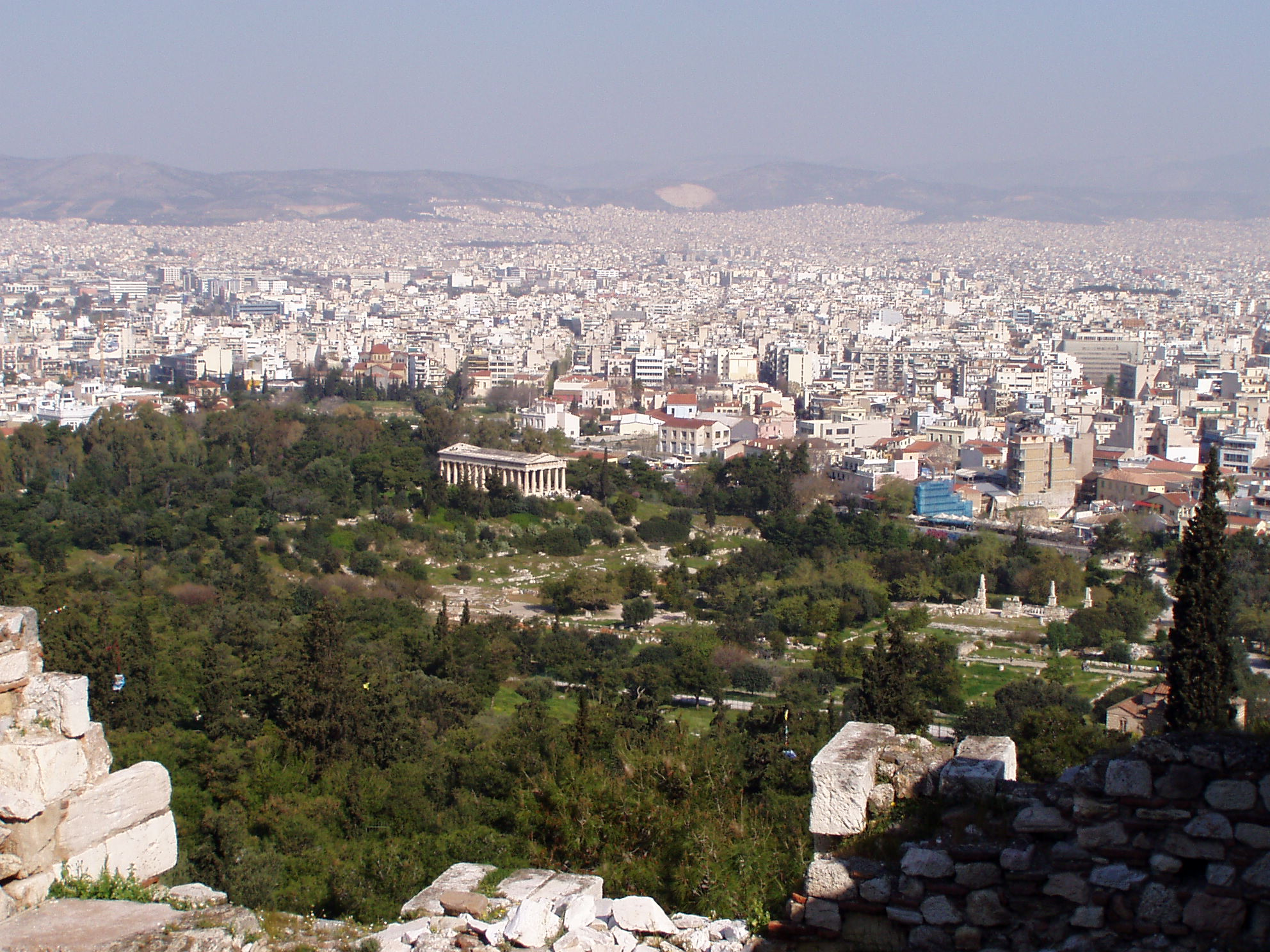
Ágora de Atenas.

Ágora (del griego ἀγορά, asamblea, de ἀγείρω, ‘reunir’[cita requerida]) es un término por el que se designaba en la Antigua Grecia a la plaza de las ciudades-estado (polis), donde se solían congregar los ciudadanos.
Era un espacio abierto, centro del comercio (mercado), de la cultura y la política de la vida social de los griegos. Estaba normalmente rodeada por los edificios privados y públicos más importantes, como las estoas (pórticos columnados), pritaneos (oficinas administrativas), buleuterio  (edificio para las reuniones de la boulé) y balaneia (baños).

## Evolución histórica
Los precedentes históricos se remontan hasta las épocas de las plazas de la Creta minoica, en donde se han localizado las primeras ágoras.
Más tarde, resurge tras la caída de la civilización micénica y ya desde el siglo VIII a. C., llegando a ser una característica esencial de toda polis, animadas por una gran actividad comercial. A partir de ese momento, el ágora (situada en la ciudad baja), sustituirá en importancia a la institución del palacio fortaleza (situado en la acrópolis) y será el centro político urbano.
Las ágoras arcaicas están estrechamente relacionadas con los santuarios religiosos y las actividades de entretenimiento, como fiestas, juegos y teatro.
Con el paso del tiempo el ágora llegó a ser el inicio de las polis, tanto desde el punto de vista económico y comercial (como sede del mercado), desde el punto de vista religioso al encontrarse allí los lugares de culto del fundador de la ciudad o de la deidad protectora o desde el punto de vista político al ser lugar de reunión de los ciudadanos para discutir sobre los problemas de la comunidad. De esta manera y a su alrededor fueron surgiendo los edificios públicos necesarios para albergar todas las actividades. 
El ágora fue una auténtica invención urbanística, que no tiene precedentes ni en los centros del Próximo Oriente ni en la civilización micénica en donde todo dependía de los reyes, por lo que no había necesidad de lugares de reunión.
Esta innovación se introdujo gracias a las grandes modificaciones urbanísticas iniciadas en la época de Pericles, alrededor del siglo V a. C., que con el tiempo, durante el período helenístico, amplió a tres tipos principales de ágora: la mercantil, en las ciudades marítimas, en estrecha conexión con los puertos, donde el ágora se situaba cerca de las puertas de la ciudad, la política y la religiosa, que se situaban en el centro de la ciudad.
La más famosa es el ágora de Atenas. 
El foro romano es el equivalente al ágora y ambos son los predecesores de las plazas actuales .